# Che trucco!
Che Trucco! è stato un programma televisivo italiano, in onda dal 16 aprile 2012 al 2015 su La5 e condotto da Tamara Donà.
In ogni puntata della trasmissione un'ospite femminile può soddisfare le sue esigenze di maquillage chiedendo consigli ai makeup artist delle più importanti case di cosmetici italiane e internazionali. Il truccatore crea un makeup adatto per l'esigenza dell'ospite e ne illustra tutti i passaggi solo su metà del volto. Nella seconda parte della trasmissione l'ospite ha l'opportunità di completare il trucco sotto gli occhi vigili del maestro. La differenza fondamentale con altri formati dedicati al Make-Up è che i prodotti per realizzare il trucco sono mostrati e descritti.

## Prima edizione
La prima puntata del programma è stata seguita da 126.378 ascoltatori ed ha registrato uno share del 2,43% sul target di riferimento.
Tutta la prima serie comprensiva delle repliche ha avuto oltre 6 milioni di contatti.

## Seconda edizione
Il programma, alla seconda edizione, con la conduzione di Tamara Donà è andato in onda da lunedì 15 ottobre fino al 12 dicembre 2012.

## Terza edizione
La terza edizione, dopo i successi di ascolto delle due precedenti, è partita il 13 maggio 2013.